# 카롤린 셀리에
카롤린 셀리에(프랑스어: Caroline Cellier, 1945년 8월 7일 ~ 2020년 12월 15일)는 프랑스의 배우이다. 본명은 모니크 셀리에(프랑스어: Monique Cellier)로 몽펠리에에서 태어났다.

## 출연 작품

### 영화
- 삶과 사랑과 죽음 (1969, La Vie, l'Amour, la Mort)
- 야수의 최후 (1969)
- L'Emmerdeur (1973)
- Les Héroïques (1981)
- 깜짝 파티 (1983, Surprise Party)
- 살로메의 계절 (1984)
- 닭 초절임 (1985, Poulet au vinaigre)
- 포커 (1988, Poker)
- 로맨틱 커플 (1992)
- 파리넬리 (1994)
- 디디에 (1997, Didier)
- Jean-Philippe (2006)
- 프래절(S) (2007, Fragile(s))

### 연극
- 피그말리온 (1967)
- 인간 혐오자 (1969)
- 말괄량이 길들이기 (1979)
- 위험한 관계 (1988)
- 욕망이라는 이름의 전차 (1999)
- 윈더미어 부인의 부채 (2003)